# Valeriana grandifolia
Valeriana grandifolia är en kaprifolväxtart som beskrevs av Rodolfo Amando Philippi. Valeriana grandifolia ingår i släktet vänderötter, och familjen kaprifolväxter. Inga underarter finns listade i Catalogue of Life.